# José Enrique Núñez Guijarro
José Enrique Núñez Guijarro (Madrid, 14 de marzo de 1974) es un político español del Partido Popular Ha desempeñado los cargos de concejal del Ayuntamiento de Madrid, diputado de la x legislatura de la Asamblea de Madrid y viceconsejero de la administración regional.

## Biografía
Nacido el 14 de marzo de 1974 en Madrid, se licenció en derecho por la Universidad Complutense de Madrid.
Número  27 de la lista del Partido Popular en las elecciones municipales de 2003 en Madrid, resultó elegido concejal del Ayuntamiento de Madrid, cargo que renovó en las elecciones de 2007 y 2011. Ejerció de concejal presidente de los distritos de San Blas (2003-2007) y Centro (2007-2012).
Entre abril y junio de 2015 ejerció de primer teniente de alcalde del Ayuntamiento de Madrid. Incluido en el puesto número 25 de la lista del PP para las elecciones a la Asamblea de Madrid de 2015 encabezada por Cristina Cifuentes, fue elegido diputado de la x legislatura del parlamento regional.
Con la llegada a la presidencia de la Comunidad de Madrid de Ángel Garrido, Núñez fue nombrado viceconsejero de Justicia de la administración regional en mayo de 2018.
En diciembre de 2018 fue condenado (junto a otros concejales del PP en la corporación 2011-2015) por el Tribunal de Cuentas al pago de 2,8 millones de euros por la venta irregular en octubre de 2013 de 1860 viviendas públicas protegidas de la Empresa Municipal de la Vivienda y Suelo al fondo buitre Blackstone.